# Basilica di Santa Maria Immacolata
La basilica e abbazia di Santa Maria Immacolata è un luogo di culto cattolico situato nel quartiere di Castelletto, in via Assarotti, nel comune di Genova. È uno dei maggiori esempi di architettura neorinascimentale sacra presenti nel capoluogo ligure. È stata la prima chiesa ad essere dedicata all'Immacolata Concezione dopo che l'8 dicembre 1854 papa Pio IX ne proclamò il dogma. La sua comunità parrocchiale fa parte del vicariato di Castelletto.
Subì notevoli danni a causa di bombardamenti aerei avvenuti durante la seconda guerra mondiale nel novembre del 1942 e nell'agosto del 1943.
Il suo pregio principale è dato dalla facciata, decorata di preziosi ornamenti, marmi, sculture e mosaici. L'interno è a croce greca, con tre ampie navate e otto cappelle.
Di particolare rilievo, sotto l'aspetto decorativo, sono un crocefisso ligneo del XVII secolo di Giambattista Gaggini, gli affreschi di Nicolò Barabino raffiguranti la Madonna del Rosario e i santi Domenico e Caterina, quindici finestroni istoriati e stalli lignei per il coro, al pari dei confessionali a cupola intarsiati di metallo e avorio, di epoca novecentesca.

## Storia e descrizione

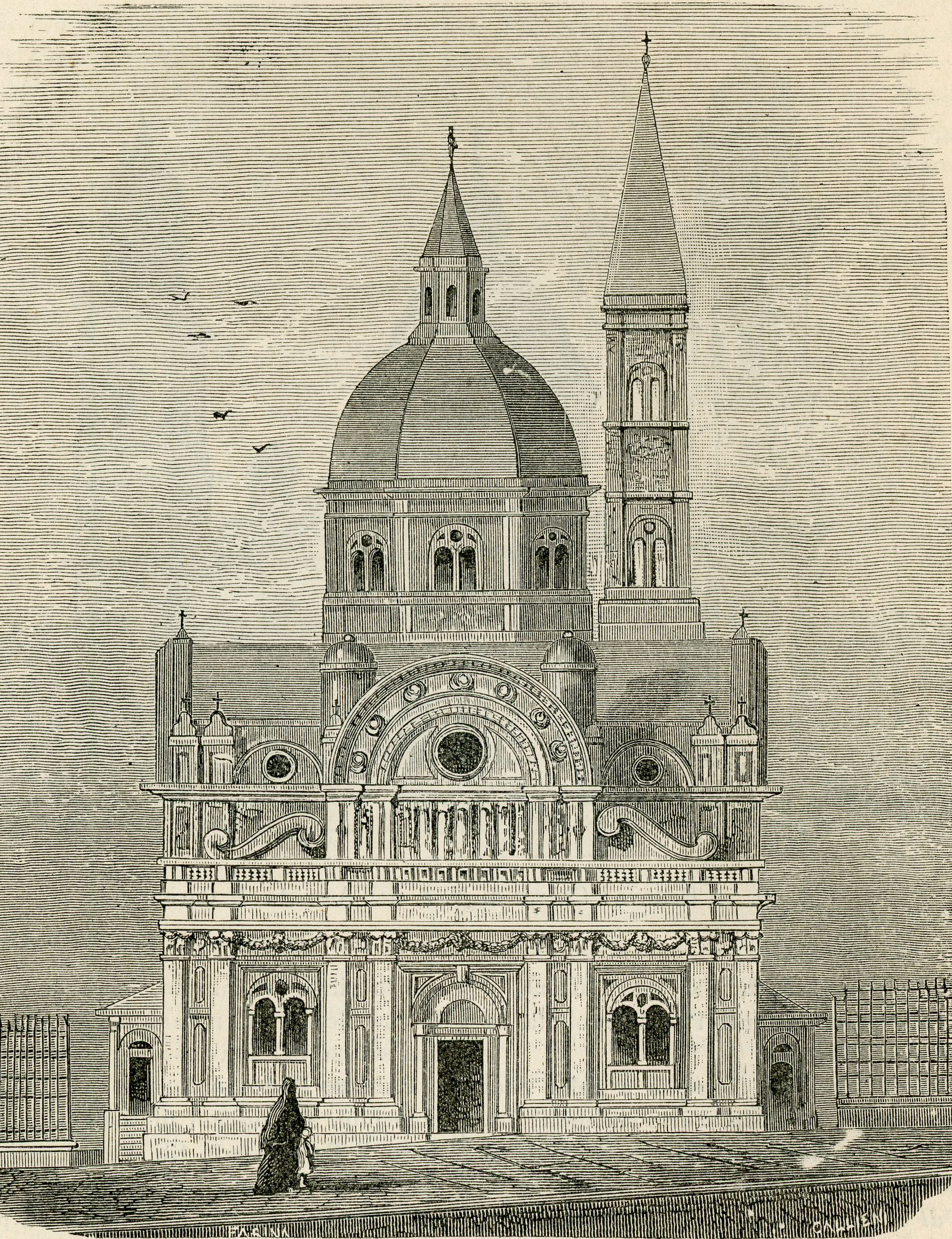
Xilografia del 1892 della basilica

I lavori per l'edificazione del luogo di culto ebbero inizio nel 1856.
La chiesa si inserì nel quadro della realizzazione dei nuovi quartieri a monte, nel caso della nuova via Assarotti, prevista dal piano di ampliamento della città progettato da Carlo Barabino.
La nuova strada, ad andamento rettilineo, era l'asse su cui si dovevano affacciare le nuove case destinate ai ceti medio-alti. In questo contesto, si volle sottrarre uno dei lotti dell'operazione, da parte dell'impresario Pietro Gambaro, escludendolo dal gioco delle rendite fondiarie, per destinarlo alla costruzione di una chiesa.
Il progetto - commissionato da Pietro Gambaro - venne predisposto dell'architetto Domenico Cervetto. La morte dell'imprenditore causò tuttavia una lunga sospensione nella costruzione della chiesa e la stessa riapertura del cantiere fu dovuta ad un fatto tutto sommato casuale.
Avvenne infatti che il 24 giugno del 1863 Ernest Renan pubblicasse il suo libro Vita di Gesù nel quale si confutava la concezione immacolata di Maria, madre di Gesù.
Il popolo genovese, piccato da tale pubblicazione, indisse una sottoscrizione affinché venisse completata la costruzione dell'edificio in segno di riparazione di quella che veniva considerata una empietà. Lo stesso papa Pio IX contribuì alla sottoscrizione con l'offerta di quattromila lire in oro.
I lavori proseguirono sotto la direzione dell'architetto Maurizio Dufour, succeduto all'architetto Cervetto, nel frattempo deceduto. La chiesa, sia pure ancora priva del campanile (che verrà completato però entro lo stesso anno), venne inaugurata il 27 aprile 1873. Quasi nove anni dovranno passare per la costruzione della cupola così come è osservabile tuttora, con la statua in bronzo dorato dell'Immacolata realizzata da Giuseppe Pelleas su modello dello scultore Giovanni Scanzi.
Da notare che nelle immediate vicinanze della chiesa, sul medesimo lato, si trova il tempio israelitico genovese mentre sul lato opposto della strada è situata la chiesa valdese di Genova.

## Organo a canne

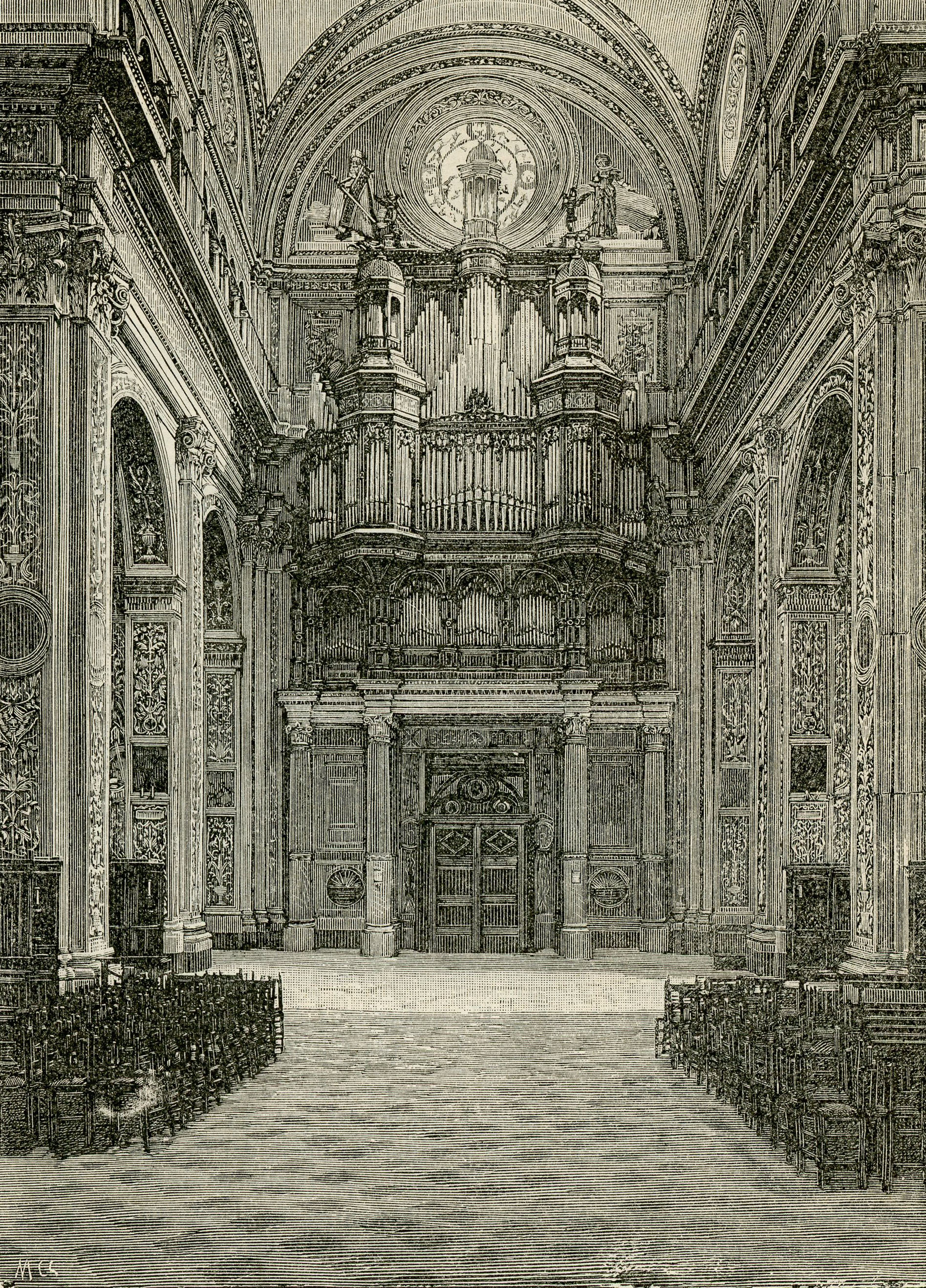
L'organo elettrico di William George Trice

Fra il 1885 e il 1890 venne costruito dall'organaro William George Trice, gallese di nascita ma genovese di adozione, il celebre organo a canne. Lo strumento, realizzato seguendo il progetto fonico di Pier Costantino Remondini, all'epoca dell'inaugurazione era il primo organo italiano a trasmissione elettrica. Esso aveva tre tastiere e pedaliera era strutturato in tre corpi:
- Organo Maggiore, in cantoria sopra il portale;
- Organo Corale, al lato dell'altare maggiore;
- Organo Espressivo, sul lato opposto a quello dell'Organo Corale.

Nel 1928, la ditta Balbiani ebbe l'incarico di restaurare lo strumento e lo ampliò notevolmente adeguandolo ai canoni dell'epoca e aggiungendo un'altra tastiera. Lo strumento è stato restaurato ancora una volta negli anni ottanta del XX secolo e in questa occasione dotato di una nuova trasmissione elettrica.
La consolle, situata nell'abside, ha quattro tastiere di 61 note ciascuna ed una pedaliera concavo-radiale di 32. L'organo dispone di 65 registri.

## Galleria d'immagini

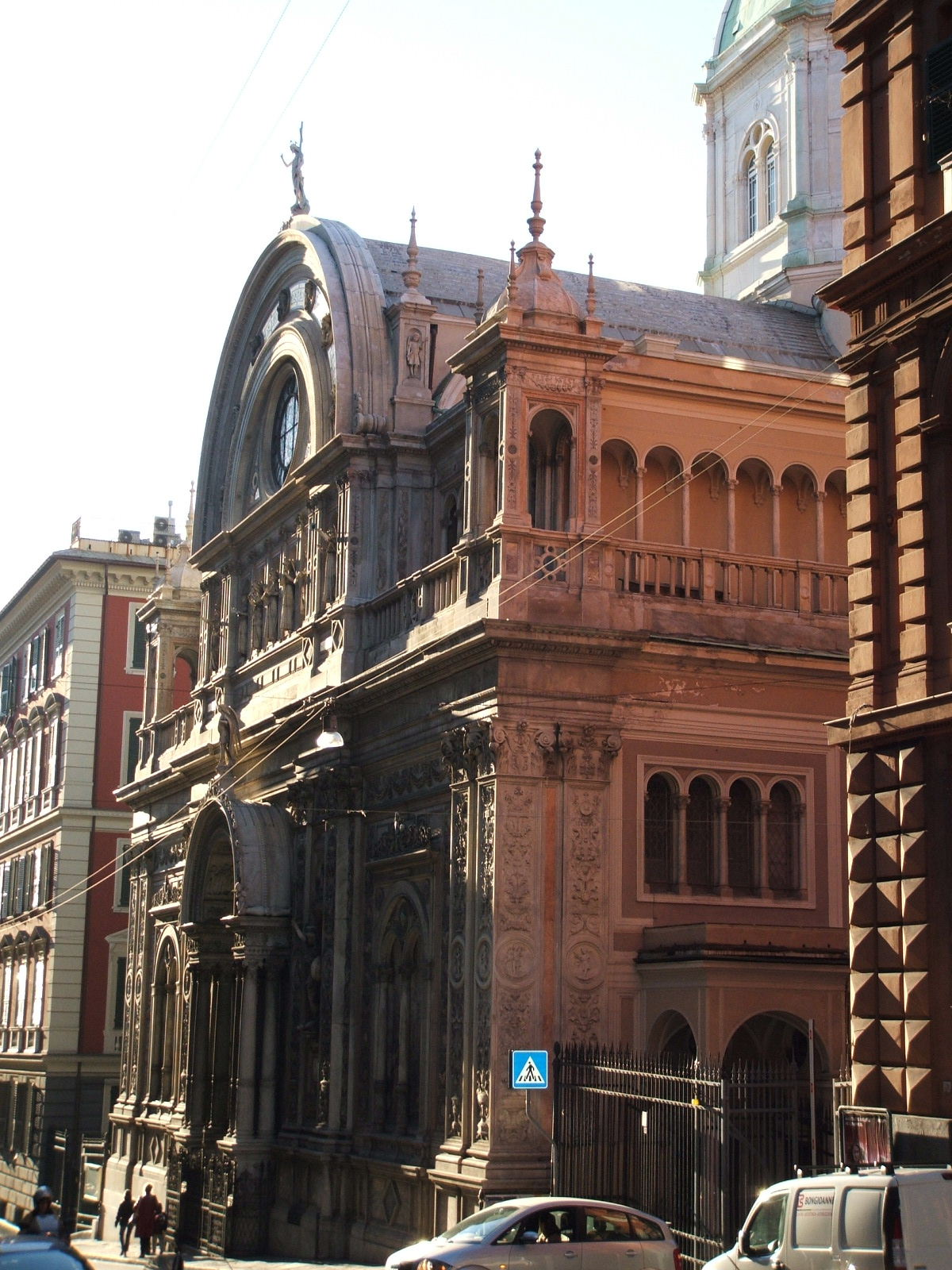
Prospetto principale
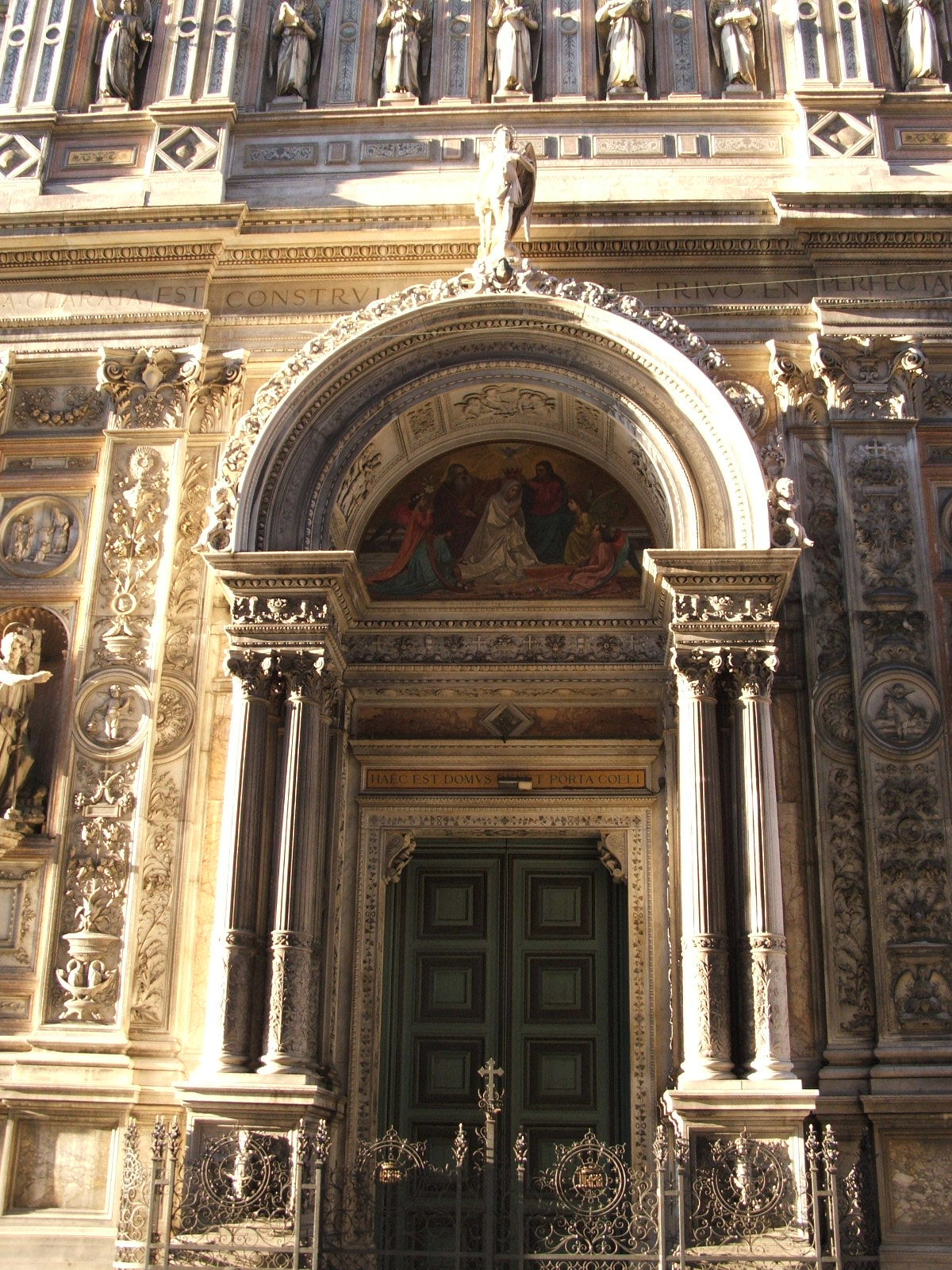
Portale
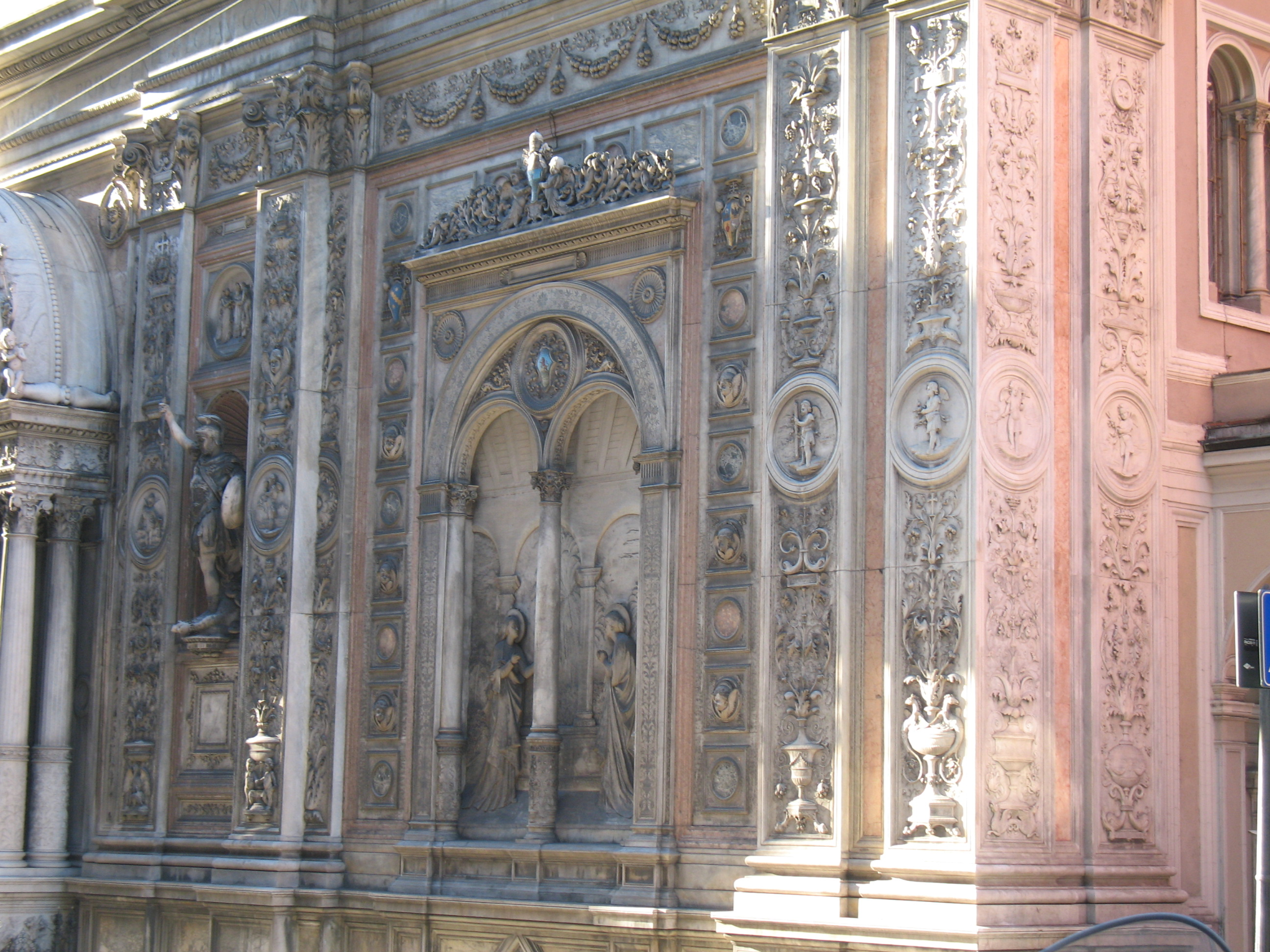
Particolare del frontale
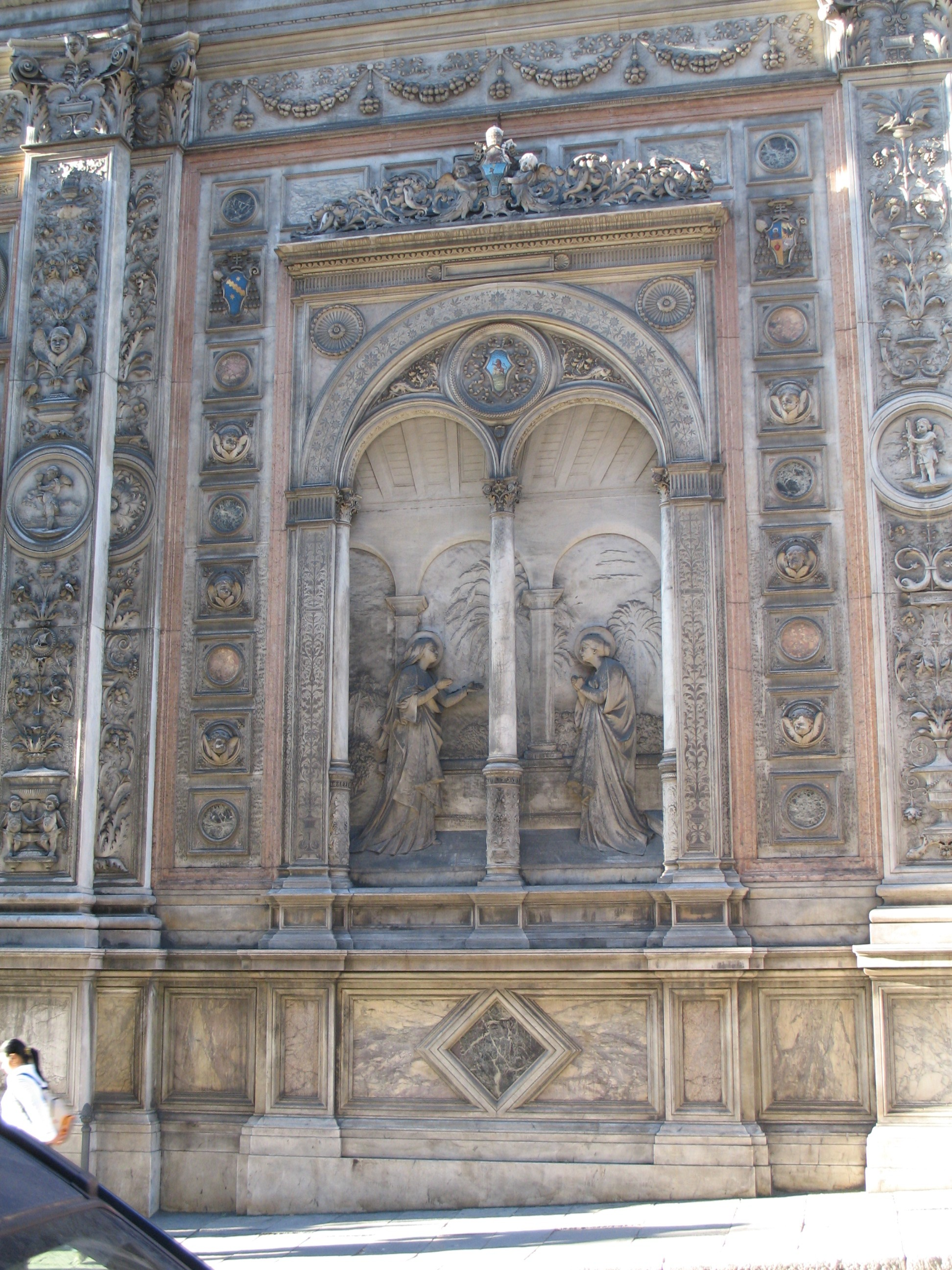
Annunciazione
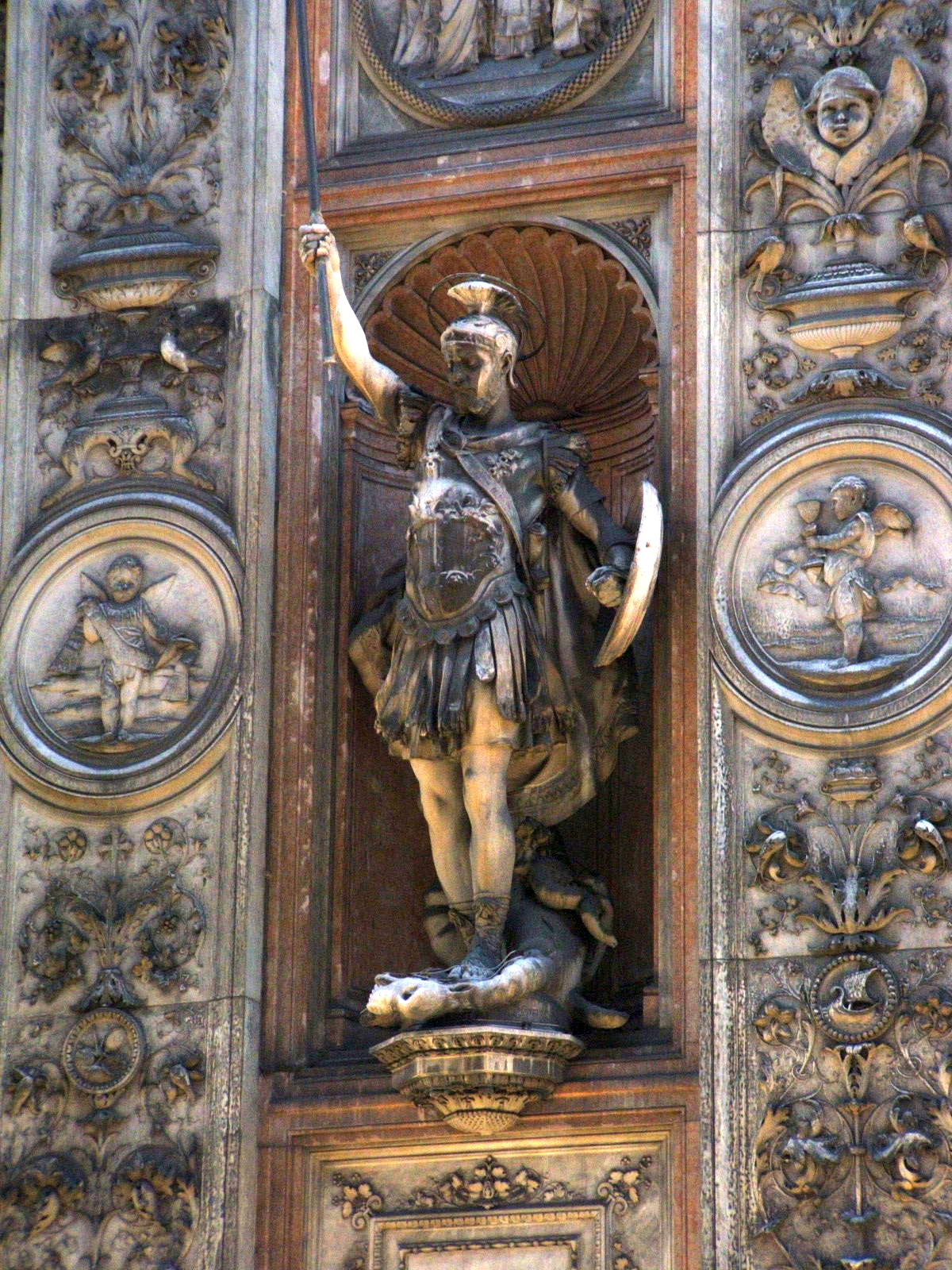
San Giorgio
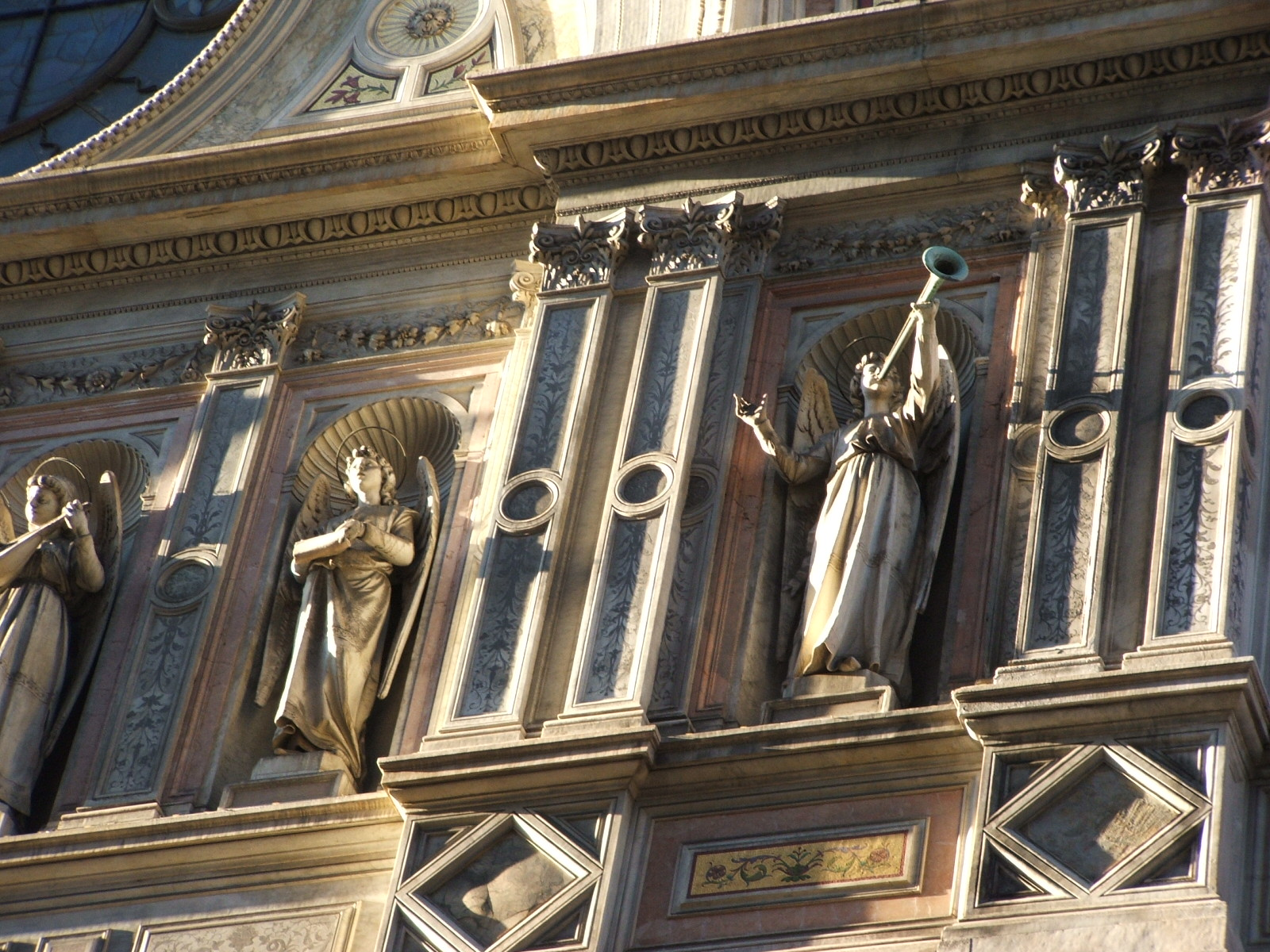
Statue di angeli